# Samuel Elmgren
Samuel Elmgren, född 30 september 1777 i Reftele socken, död 14 november 1847 i Växjö, var en svensk präst.
Elmgren var son till kyrkoherden i Reftele Johannes Elmgren. Han blev elev vid Växjö trivialskola 1788, elev vid gymnasiet där 1791 och student vid Lunds universitet 1795. Han avlade 1800 examen theologicum och blev 1802 filosofie magister varpå han prästvigdes i Växjö 1803. Samma år blev Elmgren kollega vid Växjö trivialskola och var biträde åt Carl Magnus Agrell 1804-1806 och utsågs 1805 till gymnasieadjunkt och bibliotekarie vid Stifts- och gymnasiebiblioteket i Växjö. År 1807 blev Elmgren tillförordnad lektor och 1810 ordinarie lektor i historia vid Växjö gymnasium. Elmgren var 1814-1815, 1817-1818, 1827-1828 och 1835-1836 gymnasiets rektor och blev 1822 teologie lektor. Samma år avlade han pastoralexamen. År 1826 utnämndes han till kyrkoherde i Vederslöv, blev kontraktsprost 1828, och 1830 teologie doktor. Åren 1814-1828 var han sekreterare i Kronobergs läns hushållningssällskap.
Elmgren var ledamot av revisionen av rikets läroverk 1832. Han var även vice preses vid prästmötet 1836 och utsågs 1839 till domprost i Växjö. År 1840 var han riksdagsman för prästerskapet i Växjö stift.
Elmgren blev 1815 korresponderande ledamot av lantbruksakademien. Han blev 1841 ledamot av Nordstjärneorden.